# AEK-971
El AEK-971 (en ruso: Автомат единый Кокшарова 971, Fusil, común, de Koksharov, 971) es un fusil de asalto de calibre 5,45 × 39 mm que fue desarrollado en la Planta Mecánica de Kovrov (KMZ) por el diseñador jefe Sergey Koksharov a finales de décadas de 1970 y 1980. Actualmente fabricado por Planta Degtyarev.
La variante A-545 reemplazó al AEK-971, anunciado el 23 de diciembre de 2014, y presenta numerosas mejoras internas y externas con respecto a su predecesor.

## Historia
El AEK-971 fue desarrollado para participar en un concurso anunciado por el Ministerio de Defensa de la URSS, durante el cual se dio preferencia al AN-94 . La versión inicial de AEK difiere de los ejemplares modernos, ya que el Ministerio de Defensa percibió muchas innovaciones como innecesarias, lo que condujo a una simplificación del modelo inicial. El AEK-971 es aproximadamente 0,5 kg más liviano que el AN-94, más simple en diseño y más económico de fabricar.
El fusil de asalto AEK-971 ha sido probado en combate en Chechenia por la infantería naval y las fuerzas del MVD, y preparado para la producción en masa. Hasta ahora, solo se han producido y adoptado para el servicio unos pocos lotes pequeños de este fusil de asalto, por unidades del Ministerio de Justicia de la Federación de Rusia.
Aunque perdió un contrato inicial de producción frente al AN-94, como resultado de las pruebas de selección del fusil de asalto del Proyecto Abakan celebradas entre 1980 y 1994 en Rusia, el ejército ruso comenzó las pruebas de campo de esta arma. El fusil de asalto AN-94, que fue adoptado oficialmente por el ejército ruso, tiene una ligera ventaja de precisión sobre el AEK-971 en el modo de ráfaga de 2 disparos. En modo totalmente automático o durante ráfagas más largas (3 a 10 tiros por ráfaga), el AEK-971 es más preciso. A finales de 2014, una variante actualizada del fusil pasó las pruebas estatales y se probará operativamente con las fuerzas rusas a principios de 2015.
El 23 de diciembre de 2014, el ejército ruso anunció que una variante sucesora de la línea AEK-971, designada como A-545 (designación oficial GRAU 6P67), junto con su principal rival, el AK-12, había pasado las pruebas estatales de Ratnik y sería aceptado en servicio con unidades operativas para evaluación. Ambos sistemas se recomendaron para la producción inicial por lotes y se emitieron para pruebas en el campo. Es posible que al final ambos fusiles sean adoptados por el ejército ruso y otras agencias, con la serie AEK orientada hacia las Fuerzas de Operaciones Especiales (Spetsnaz) y el AK-12 hacia la infantería y otras unidades. Se esperaba que ambos fusiles se probaran operativamente con las Fuerzas Armadas de Rusia en marzo de 2015 
En marzo de 2017, se reveló que el A-545 sería aceptado en servicio ruso después de que se completaran las pruebas junto con el AK-12, aunque sirviendo a regimientos de patrulla fronteriza, fuerzas especiales y la guardia nacional debido a su diseño más complicado y costoso. mientras que el AK-12 armaría fuerzas regulares de infantería. En enero de 2018 se anunció que el ejército ruso había adoptado el fusil en calibres 5,45 mm y 7,62×39mm.

## Detalles de diseño

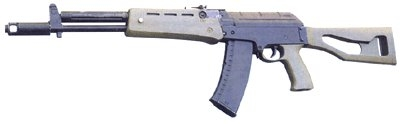
Modelo de prototipo inicial del AEK-971.

El AEK-971 se basa en fusiles AK anteriores en diseño y distribución internos, pero cuenta con un sistema de retroceso automático equilibrado (BARS) que mejora el sistema operativo tradicional de pistón de gas de carrera larga de los fusiles Kalashnikov, al reducir los efectos negativos del retroceso. Los sistemas de retroceso equilibrado se aplicaron previamente en los fusiles de asalto experimentales AO-38 y AL-7 y en los AK-107 y AK-108. El BARS funciona desplazando la masa hacia la boca del rifle a medida que el cerrojo y el portacerrojo retroceden hacia atrás por medio de un contrapeso que se opone al impulso del pistón de gas y el portacerrojo, lo que resulta en un disparo automático más controlable. Para el AEK-971, la precisión de disparo automático se mejora en un 15-20% en comparación con el AK-74M.
Las miras abiertas del AEK-971 cuentan con una alza tangente con muescas ajustables calibradas en 100 e incrementos de 100 a 1000 m,  y un guion tipo poste delantero con protector. Cada fusile de asalto AEK está equipado con un soporte de riel lateral del Pacto de Varsovia para montar la óptica.
El espacio del movimiento de las partes movibles del AEK-971 es menor que en comparación con los diseños de patrón AK de retroceso no equilibrado, lo que aumenta significativamente su velocidad de disparo cíclica. La velocidad de disparo cíclica original del primer modelo prototipo era de 1.500 disparos por minuto (RPM) y luego se redujo a 900 disparos por minuto (RPM) para el modelo de producción.
El AEK-971 se alimenta a través de cargadores de caja estándar de 5,45 × 39 mm de 30 cartuchos o más, como los utilizados por el AK-74, RPK-74 y otras armas rusas similares de 5,45 × 39 mm.

## Variantes

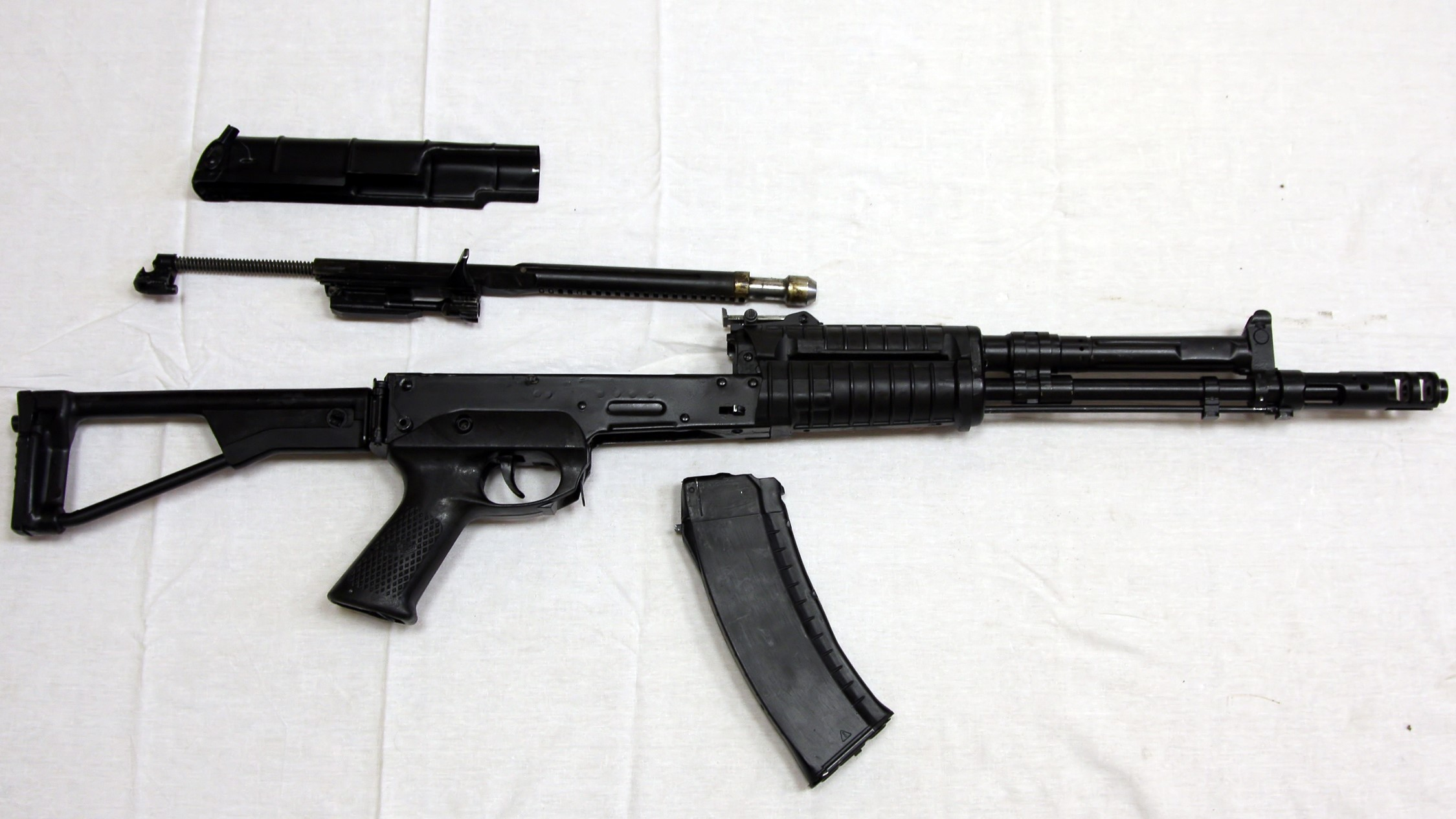
AEK-971 reducido a sus componentes principales

Hay tres variantes principales de los fusiles de asalto AEK: AEK-971, AEK-972 y AEK-973. Las diferentes variantes se reconocen más fácilmente por sus respectivas curvaturas del cargador. El AEK-971S y AEK-973S son variantes mejoradas del AEK-971 y AEK-973, que presentan un modo de disparo de ráfaga de tres tiros y numerosas mejoras. Más tarde se lanzó una variante muy mejorada de las líneas AEK-971 y AEK-973 designadas como A-545 y A-762, y está lista para ser utilizada en las Fuerzas de Operaciones Especiales de Rusia (Spetsnaz).

### AEK-971
El AEK-971 tiene una recámara de 5,45 × 39 mm. Utiliza todos los cargadores estándar AK-74 y RPK-74 de 5,45 × 39 mm.

#### AEK-971S
Una variante mejorada del AEK-971 con un nuevo mecanismo de gatillo con la ubicación de la palanca selectora del seguro del pulgar en el lado derecho, que recibe además un modo de disparo de ráfaga de tres tiros y una culata liviana retráctil acolchada extendida. Cuando la culata se retrae, el reposabrazos se conecta con la empuñadura de pistola formando una estructura aerodinámica que permite usar el arma sin obstaculizar la capacidad de disparo. La precisión del disparo en ráfaga del AEK-971S de 5,45 × 39 mm es dos veces mayor que la del fusil de asalto AK-74M de 5,45 × 39 mm.

### AEK-972
El AEK-972 tiene una recámara de 5,56 × 45 mm OTAN. Utiliza los cargadores estándar OTAN de 5,56 × 45 mm de la familia de fusiles AK-100, la carabina AK-101, AK-102 y AK-108 .

### AEK-973
El AEK-973 tiene una recámara de 7,62 × 39 mm. Utiliza todos los cargadores estándar AK-47, AKM y RPK de 7,62 × 39 mm.

#### AEK-973S
Una variante mejorada del AEK-973 con un nuevo mecanismo de gatillo, con la ubicación de la palanca selectora del seguro del pulgar en el lado derecho, que recibe adicionalmente un modo de disparo de ráfaga de tres tiros y una culata liviana retráctil acolchada extendida. Cuando la culata se retrae, el reposabrazos se conecta con la empuñadura de pistola formando una estructura aerodinámica que permite usar el arma sin obstaculizar la capacidad de disparo. La precisión del disparo de ráfaga del AEK-973S de 7,62 × 39 mm es dos veces mayor que la del fusil de asalto AKM.

## Fusil de asalto KORD

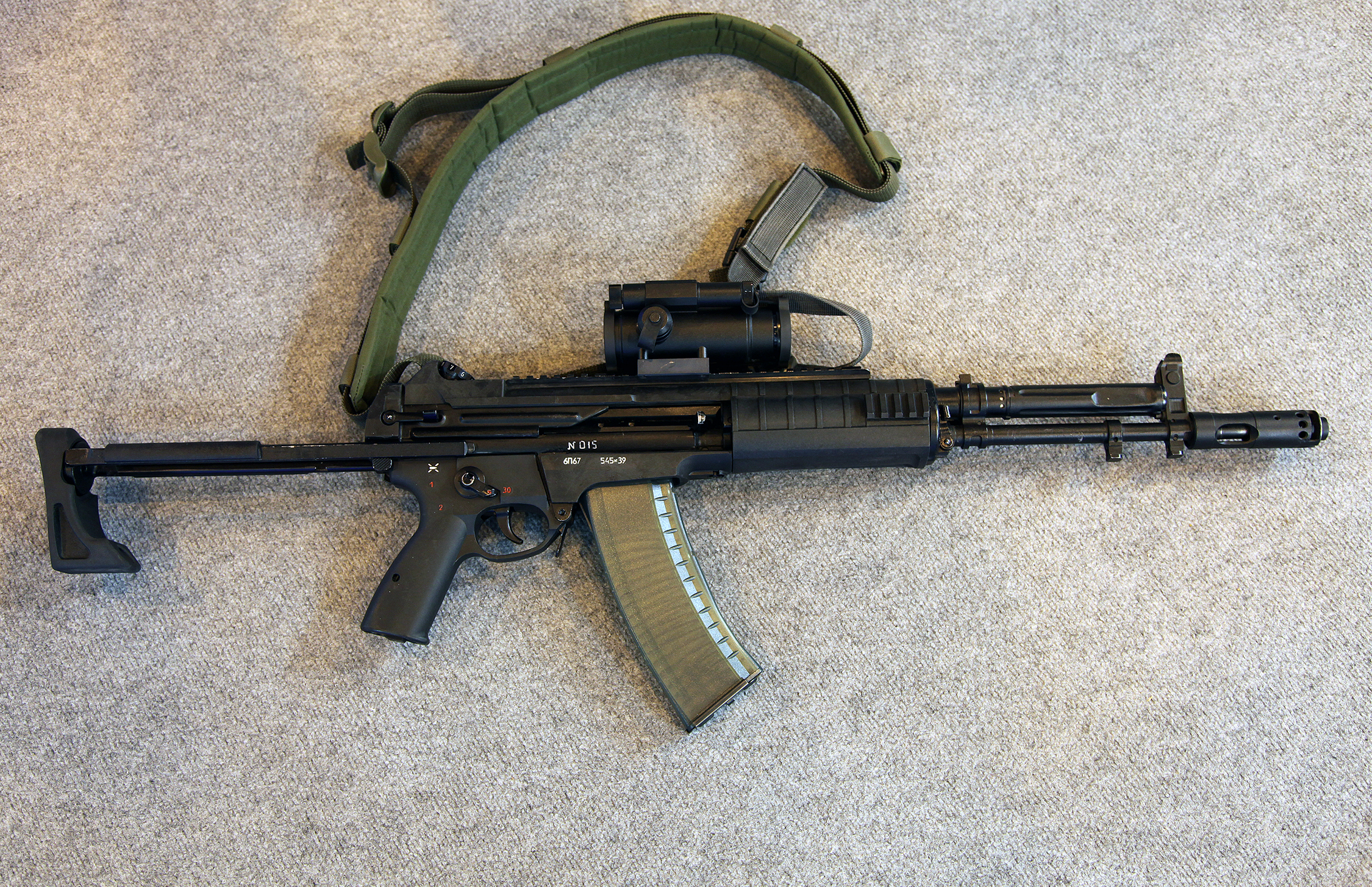
El A-545 fue probado por las fuerzas rusas en 2014-2015 y adoptado en 2018

### A-545
Una variante sucesora de la línea AEK-971 designada como A-545 (designación oficial GRAU 6P67), con recámara en 5,45 × 39 mm. El fusil presenta numerosas mejoras internas y externas con respecto a los modelos AEK-971 anteriores. Los cambios incluyen miras abiertas que consisten en una apertura de tambor trasero giratorio y un poste delantero con protector que crea una línea de visión significativamente más larga, un selector de modo de fuego/palanca del seguro ambidiestro, una función de ráfaga de 2 tiros, culata retráctil y ajustable. Además, el soporte del riel lateral del Pacto de Varsovia se omite y se reemplaza por un riel Picatinny en la parte superior del armazón rediseñado para montar equipos auxiliares, como miras ópticas de punto rojo.

### A-762
Una variante sucesora del AEK-973, designado como A-762 (designación oficial GRAU 6P68), evidentemente con similar diseño al A-545. El fusil solo difiere del A-545 en el calibre, contando este con un calibre de 7,62 × 39 mm.

## Usuarios
- Rusia: los fusiles de asalto AEK-971 fueron producidos en pequeños lotes y enviados a unidades del MVD (gendarmería paramilitar) y otras fuerzas del orden en Rusia.[6] En enero de 2018 se anunció que los fusiles A-545 y A-762 habían sido adoptados en los calibres 5,45×39mm y 7,62×39mm por el Ejército Ruso. La producción en serie comenzó en abril de 2020.[7]